# Скшешево (гміна Сераковіце)
Скшешево (пол. Skrzeszewo) — село в Польщі, у гміні Сераковиці Картузького повіту Поморського воєводства.
Населення — 106 осіб (2011).
У 1975-1998 роках село належало до Гданського воєводства.

## Демографія
Демографічна структура станом на 31 березня 2011 року:
|          | Загалом | Допрацездатний вік | Працездатний вік | Постпрацездатний вік |
| -------- | ------- | ------------------ | ---------------- | -------------------- |
| Чоловіки | 52      | 9                  | 35               | 8                    |
| Жінки    | 54      | 17                 | 31               | 6                    |
| Разом    | 106     | 26                 | 66               | 14                   |